# Chameau magique
Le chameau magique est une poterie artisanale en argile typique de la Tunisie, en particulier de l'île de Djerba. Le sujet représenté est un dromadaire (chameau à une bosse).
Cette poterie est souvent présente dans les souks où les touristes peuvent l'acheter comme souvenir.

## Constitution

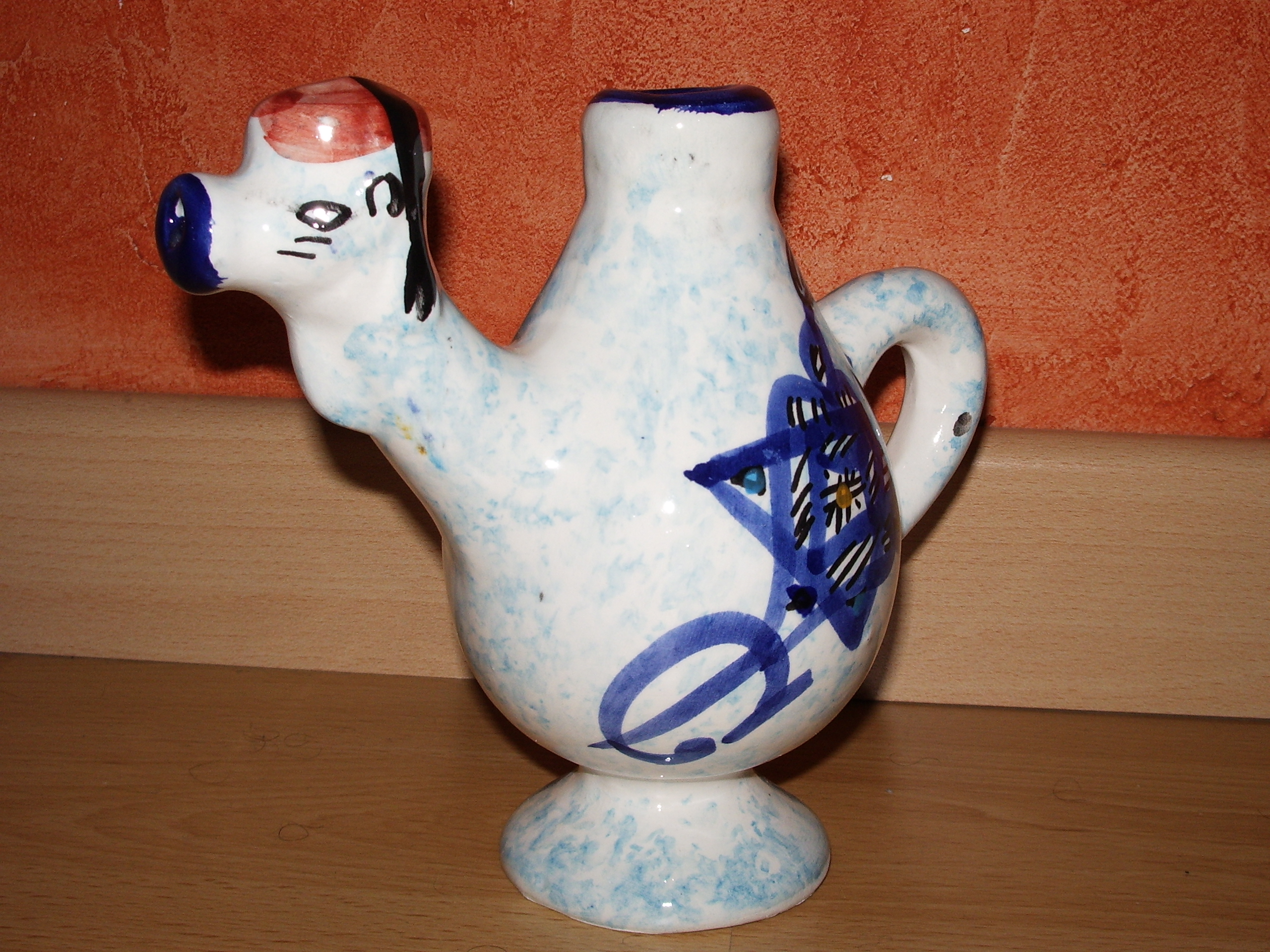
Exemple de chameau magique.

Le phénomène qui le rend « magique » est le fait qu'il est possible d'introduire un liquide par deux ouvertures sur le haut de la bosse et à la base de la poterie ; celui-ci s'échappe ensuite par le bec, représentée par le cou sinueux coiffée par la tête et une grande bouche, comme dans une théière ordinaire.
En présentant la pièce à l'acheteur, le vendeur fait généralement observer qu'il se prête au mélange de deux liquides, comme le café et le lait, introduits séparément en haut et en bas, puis ressortant mélangés par la bouche. En effet, lorsqu'on insère un liquide par le trou supérieur, le liquide ne coule pas une fois la poterie retournée. Il est ensuite possible de mettre un autre liquide par le trou inférieur ; même en secouant la poterie, aucun des deux liquides ne sort par le haut ou par le bas. En revanche, ils sortent uniquement par la bouche.
Cet effet est obtenu par un système de tubes internes qui partent des extrémités, inférieure et supérieure, et empêchent la fuite du liquide par l'ouverture d'où il est entré. La fabrication de ces pièces, qui exige la préparation de tubes en argile très fins, est réalisée à la main sur le volant du tour et exige une grande habileté de la part du potier.

## Histoire
Selon les potiers de Guellala, le village de Djerba spécialisé dans cet artisanat, son inventeur serait Mesaoud Elghoul (décédé en 1972). La création de cette poterie remonterait aux années 1940-1950.
Jean-Louis Combès et André Louis, dans leur livre décrivant en détail les activités des artisans potiers, sur la base de données de la période 1942-1944, signale en effet la création par « M. El Ghoul » d'une « pièce » novatrice sous la forme d'un chameau,. Cependant, une image reproduite dans le livre laisse apparaître cette pièce comme un ancêtre du chameau magique, puisque celle-ci est encore dépourvue d'ouverture permettant l'introduction de liquides, et constitue une simple décoration ; ce qui est souligné à l'époque comme une nouveauté est plutôt la peinture qui l'orne. Le principe à la base du chameau magique était néanmoins déjà bien connu, comme le montre un dessin d'un buqal bu ruhin dans lequel un liquide, introduit à partir du haut, ressort par le bec via un système de tubes internes.